# Колосово (Шабалінський район)
Ко́лосово (рос. село) — присілок у складі Шабалінського району Кіровської області, Росія. Входить до складу Гостовського сільського поселення.
Населення становить 123 особи (2010, 174 у 2002).
Національний склад станом на 2002 рік — росіяни 95 %.